# Osówiec Kmiecy
Osówiec Kmiecy – wieś w Polsce położona w województwie mazowieckim, w powiecie przasnyskim, w gminie Przasnysz.
W skład sołectwa Osówiec Kmiecy wchodzi także Patołęka (przysiółek wsi Wygoda).
| SIMC    | Nazwa    | Rodzaj     |
| ------- | -------- | ---------- |
| 0518079 | Łyszkowo | przysiółek |

Sołectwo Osówiec Kmiecy obejmuje wsie Osówiec Kmiecy oraz Patołekę. Wierni Kościoła rzymskokatolickiego należą do parafii św. Stanisława Biskupa w Świętym Miejscu.
Pierwsze wzmianki o wsi pochodzą z 1438 roku, kiedy to braciom Piotrowi, Mikołajowi, Janowi i Bieńkowi z Niestumia nadane zostało przez księcia 30 włók o nazwie Ossowyecz. W 1567 wieś nosiła nazwę Osówiec Wielki, a w jej skład wchodziły 4 działy liczące 5 włók, 3 ogrodników i 2 rzeźników. Na początku XIX wieku, licząc 10 domów, wraz z folwarkiem Łyszkowo znajdowała się w gminie Bartniki. W 1886 roku należała do gminy Karwacz. Liczyła wtedy 15 domów zamieszkanych przez 135 osób, a w jej granicach znajdowały się 1144 morgi.
W czasie I wojny światowej, wraz z okolicznymi miejscowościami, znalazła się w rejonie działań wojennych, ze szczególnym nasileniem w trakcie bitwy przasnyskiej.
Około 1930 roku we wsi znajdowały się 22 domy. W latach 1975–1998 miejscowość administracyjnie należała do województwa ostrołęckiego.
W 1953 r. urodził się tu ks. Bronisław Czaplicki.
Obecnie we wsi znajduje się 19 posesji zamieszkanych przez 108 osób. Jest siedzibą sołectwa o tej samej nazwie, w skład którego wchodzi również Patołęka.